# Estado representativo
O Estado representativo é aquele que se configura tendo um representante do povo frente a uma nação. Ele pode se constituir por revolução, por guerra civil ou ainda por caminhos democráticos. As formas mais conhecidas de Estado representativo, segundo Bobbio (2001, p. 116), são:
- Monarquia constitucional;
- Monarquia parlamentar (surgida na Inglaterra, após a ‘grande rebelião’, e no resto da Europa após a Revolução Francesa);
- República presidencialista (surgida nos EUA).

No Estado representativo existe um compromisso entre o poder do príncipe (legitimado pela tradição) e o poder dos representantes do povo (a burguesia), que são legitimados pelo consenso. Nessa concepção, cabe ao Estado representar os interesses em nome dos direitos políticos e direitos individuais. Essa fase de transformação do Estado dura até os dias atuais.
A representação de interesses se dá em termos de direitos políticos. Os direitos individuais também são protegidos pelo Estado. A população pode se voltar contra o Estado que a representa, cabendo-lhe o recurso da desobediência civil. Na relação entre governantes e governados se expressa a concepção de Estado que a sustenta. De acordo com a visão de Estado formulada por Aristóteles, como também as formuladas posteriormente, dentre as quais destaca-se o posicionamento político de Hegel, as partes antecedem o todo e não o todo às partes (BOBBIO, 2001). Dessa forma, se fundamenta o pressuposto ético da representação pelo Estado dos indivíduos singularmente considerados e se rejeita a ascensão pelo Estado de grupos de interesses contrários ao bem coletivo.